# Новий Глог
Новий Глог (хорв. Novi Glog) — населений пункт у Хорватії, у Копривницько-Крижевецькій жупанії у складі громади Светі-Іван-Жабно.

## Населення
Населення за даними перепису 2011 року становило 144 осіб.
Динаміка чисельності населення поселення: